# Edgar Bruno da Silva
Edgar Bruno da Silva, menzionato anche con il solo nome Edgar (São Carlos, 3 gennaio 1987), è un calciatore brasiliano, attaccante del Daegu.

## Carriera
Inizia la carriera di professionista nel 2006 nelle file del Joinville, ma ben presto passa in prestito al più titolato São Paulo.
Si trasferisce quindi in Portogallo al Beira-Mar dove si mette in luce tanto da attirare l'attenzione del Porto, dove ben presto però viene ceduto all'Académica de Coimbra dove chiude la stagione.
Nell'estate del 2008 viene ingaggiato dalla Stella Rossa di Belgrado, dove rimane fino al gennaio 2009, quando rientra in Portogallo, e dove viene ceduto al Vasco da Gama. In seguito gioca in prestito
al Nacional (dove segna 12 reti in 24 partite) e poi nel 2010 passa a titolo definitivo al Vitória Guimarães.
Nel luglio 2012 il giocatore si trasferisce negli Emirati Arabi Uniti nel'Al Shabab.

## Statistiche

### Presenze e reti nei club
Statistiche aggiornate al 29 aprile 2012.
| Stagione                 | Squadra                  | Campionato               | Campionato | Campionato | Coppe nazionali | Coppe nazionali | Coppe nazionali | Coppe continentali | Coppe continentali | Coppe continentali | Altre coppe | Altre coppe | Altre coppe | Totale | Totale |
| Stagione                 | Squadra                  | Comp                     | Pres       | Reti       | Comp            | Pres            | Reti            | Comp               | Pres               | Reti               | Comp        | Pres        | Reti        | Pres   | Reti   |
| ------------------------ | ------------------------ | ------------------------ | ---------- | ---------- | --------------- | --------------- | --------------- | ------------------ | ------------------ | ------------------ | ----------- | ----------- | ----------- | ------ | ------ |
| 2005-2006                | Joinville                | C                        | 11         | 4          | -               | -               | -               | -                  | -                  | -                  | -           | -           | -           | 11     | 4      |
| 2006                     | São Paulo                | A                        | 3          | 0          | -               | -               | -               | -                  | -                  | -                  | -           | -           | -           | 3      | 0      |
| Totale Joinville         | Totale Joinville         | Totale Joinville         | 14         | 4          |                 | -               | -               |                    | -                  | -                  |             | -           | -           | 14     | 4      |
| 2007                     | Beira-Mar                | SL                       | 13         | 6          | TdP             | 1               | 0               | -                  | -                  | -                  | -           | -           | -           | 14     | 6      |
| Totale Beira-Mar         | Totale Beira-Mar         | Totale Beira-Mar         | 13         | 6          |                 | 1               | 0               |                    | -                  | -                  |             | -           | -           | 14     | 6      |
| 2007-2008                | Porto                    | PL                       | 2          | 0          | TdP             | 2               | 0               | UCL                | 0                  | 0                  | -           | -           | -           | 4      | 0      |
| gen.-giu. 2008           | Académica                | PL                       | 11         | 3          | TdP             | 0               | 0               | -                  | -                  | -                  | -           | -           | -           | 11     | 3      |
| 2008-2009                | Stella Rossa             | SL                       | 10         | 2          | KS              | 2               | 1               | CU                 | 2                  | 1                  | -           | -           | -           | 14     | 4      |
| Totale Porto             | Totale Porto             | Totale Porto             | 23         | 5          |                 | 4               | 1               |                    | 2                  | 1                  |             | -           | -           | 29     | 7      |
| 2009                     | Vasco da Gama            | B                        | 5          | 2          | CB              | 3               | 0               | -                  | -                  | -                  | -           | -           | -           | 8      | 2      |
| 2009-2010                | Nacional                 | PL                       | 24         | 12         | TdP             | 2               | 0               | UEL                | 5                  | 1                  | -           | -           | -           | 31     | 13     |
| Totale Vasco da Gama     | Totale Vasco da Gama     | Totale Vasco da Gama     | 29         | 14         |                 | 4               | 0               |                    | 5                  | 1                  |             | -           | -           | 28     | 15     |
| 2010-2011                | Vitória Guimarães        | PL                       | 30         | 10         | TdP             | 6               | 4               | -                  | -                  | -                  | -           | -           | -           | 36     | 14     |
| 2011-2012                | Vitória Guimarães        | PL                       | 28         | 11         | TdP             | 2               | 0               | UEL                | 3                  | 0                  | -           | -           | -           | 33     | 1      |
| Totale Vitória Guimarães | Totale Vitória Guimarães | Totale Vitória Guimarães | 58         | 21         |                 | 8               | 4               |                    | 3                  | 0                  |             | -           | -           | 69     | 25     |
| 2012-2013                | Al Shabab Dubai          | FL                       | 23         | 14         | CEA             | 4               | 5               | CLA                | 7                  | 4                  | EEC         | 7           | 6           | 41     | 29     |
| 2013-2014                | Al Shabab Dubai          | AGL                      | 22         | 15         | CEA             | 2               | 2               | GCC                | 6                  | 3                  | AGC         | 5           | 2           | 35     | 2      |
| Totale carriera          | Totale carriera          | Totale carriera          | 159        | 69         |                 | 20              | 8               |                    | 17                 | 5                  |             | 7           | 6           | 193    | 84     |

## Palmarès

### Club

#### Competizioni nazionali
- Campionato brasiliano: 1

San Paolo: 2006
- Campionato portoghese: 1

Porto: 2007-2008

### Nazionale
- Campionato sudamericano Under-20: 1

2007